# كوسمو بيتيرس
كوسمو بيتيرس (بالإنجليزية: Cosmo Pieterse)‏ هو ناقد أدبي وشاعر جنوب أفريقي، ولد في 1930.